# Richard Clothier
Richard Clothier (*  1966 in Hertfordshire, England) ist ein britischer Theater- und Filmschauspieler.

## Leben
Clothier wurde 1966 in der englischen Grafschaft Hertfordshire geboren. Als Theaterdarsteller wirkte er in mehreren Stücken unter der Regie von Edward Hall mit. In End of the Night übernahm er die historische Rolle des Heinrich Himmler. Im Stück The Wip von Regisseurin Kimberley Sykes übernahm er die Hauptrolle des Alexander Boyd. Ab Mitte der 1990er Jahre trat er als Episodendarsteller in verschiedenen Fernsehserien in Erscheinung. 2016 hatte er eine Nebenrolle im Blockbuster Phantastische Tierwesen und wo sie zu finden sind inne. 2019 stellte er in der Fernsehserie Pennyworth in insgesamt neun Episoden die Rolle des Premierministers dar. 2020 spielte er in der Fernsehserie Der junge Wallander die Rolle des Rickard Lundgren. 2022 wirkte er in der zweiten Staffel des Netflix Original Warrior Nun in sieben Episoden in der Rolle des Cardinal William Foster mit.

## Filmografie (Auswahl)
- 1997: Mr. Right… zur falschen Zeit (So This Is Romance?)
- 1999: The Knock (Fernsehserie, Episode 4x06)
- 2001: Inspector Barnaby (Midsomer Murders, Fernsehserie, Episode 4x06)
- 2001: Without Motive (Fernsehserie, 2 Episoden)
- 2003: In Search of the Brontës (Fernsehfilm)
- 2004: The Brief (Fernsehserie, Episode 1x02)
- 2006: Inspector Barnaby (Midsomer Murders, Fernsehserie, Episode 9x03)
- 2007: Foyle's War (Fernsehserie, Episode 4x04)
- 2008: City of Vice (Miniserie, Episode 1x03)
- 2008: Kingdom (Fernsehserie, Episode 2x04)
- 2008: Spooks – Im Visier des MI5 (Spooks, Fernsehserie, Episode 7x06)
- 2010: Law & Order: UK (Fernsehserie, Episode 3x07)
- 2011: Above Suspicion (Fernsehserie, 3 Episoden)
- 2012: The Hollow Crown (Fernsehserie, Episode 1x04)
- 2013: New Tricks – Die Krimispezialisten (New Tricks, Fernsehserie, 2 Episoden)
- 2014: National Theatre Live: King Lear
- 2016: Phantastische Tierwesen und wo sie zu finden sind (Fantastic Beasts and Where to Find Them)
- 2019: Pennyworth (Fernsehserie, 9 Episoden)
- 2020: Der junge Wallander (Young Wallander, Fernsehserie, 4 Episoden)
- 2022: Warrior Nun (Fernsehserie, 7 Episoden)

## Theater (Auswahl)
- 1992–1993: Hamlet, The Barbican Theatre
- 1993–1994: King Lear, The Royal Shakespeare Theatre
- 1993–1994: The Tempest, Regie: Michael Grandage, Sheffield Crucible
- 2004: A Doll's House, Regie: Rachel Kavanaugh, Birmingham Rep & Tour
- 2011: Richard III / The Comedy of Errors, Regie: Edward Hall, Propeller UK & International Tour
- 2012: The Way of the World, Regie: Rachel Kavanagh, Chicester Festival Theatre
- 2014: Play Strindberg, Regie: Nancy Meckler, Ustinov Bath
- 2014: King Lear, Regie: Sam Mendes, National Theatre
- 2015–2016: The Mother, Regie: Laurence Boswell, Ustinov Bath
- seit 2017: Witness for the Prosecution, Regie: Lucy Bailey, Eleanor Lloyd Productions
- 2022: End of the Night, Regie: Alan Strachan, The Park Theatre
- The Wip, Regie: Kimberley Sykes, RSC / Stratford
- Hamlet, Regie: Lars Romann Engel, London Toast Theatre and HamletScenen
- The Graduate, Regie: Lucy Bailey, West Yorkshire Playhouse/Leicester Curve
- The Intelligent Homosexual's Guide to Capitalism and Socialism with a Key to the Scriptures, Regie: Michael Boyd, Hampstead Theatre
- The One that got away, Regie: Laurence Boswell, Ustinov Bath
- Fifty Words, Regie: Laurence Boswell, Theatre Royal Bath and The Arcola Theatre, London
- Enlightment, Regie: Edward Hall, Hampstead Theatre
- Les Liasons Dangereuses, Regie: Toby Frow, Salisbury Playhouse
- The Promise, Regie: Alan Strachan, Orange Tree Theatre
- A Midsummer Night's Dream, Regie: Edward Hall, Propeller UK and International Tour
- The Merchant of Venice, Regie: Edward Hall, Propeller UK and International Tour
- For Services Rendered, Regie: Edward Hall, Watermill Theatre
- Troilus and Cressida, Regie: Peter Stein, RSC / Edinburgh Festival
- And then there were none, Regie: Steven Pimlott, Gielgud Theatre
- The Winter's Tale, Regie: Edward Hall, Watermill Theatre & Tour
- Rose Rage, Regie: Edward Hall, Duke's Theatre, New York
- A Midsummer Night's Dream, Regie: Edward Hall, Comedy Theatre / Watermill Theatre
- Rose Rage, Regie: Edward Hall, Theatre Royal Haymarket & Watermill Theatre
- The Browning Version, Regie: Michael Napier Brown, UK National Tour / Theatre Royal Bath
- Twelfth Night, Regie: Edward Hall, Watermill Theatre
- Comedy of Errors / Henry V, Regie: Edward Hall, Watermill Theatre & Tour
- Grace, Regie: Theresa Heskins, Edinburgh Festival 97 & Tour
- Coriolanus, Regie: Steven Berkoff, Mermaid Theatre
- Salome, Regie: Steven Berkoff, US Tour incl BAM / New York
- Tango at the end of Winter, Regie: Yukio Ninagowa, Piccadilly Theatre
- King Lear, Regie: Adrian Noble, RSC / Stratford
- Funeral Blues, Les Theatres de la Ville de Luxembourg